# Euroscaptor kuznetsovi
Euroscaptor kuznetsovi és una espècie d'eulipotifle de la família dels tàlpids. Viu al nord-est del Vietnam i, probablement, el sud-est de la Xina. Té una llargada de cap a gropa de 132–136 mm i una cua que fa aproximadament una desena part de la llargada total. Aquest tàxon fou anomenat en honor del mastòleg rus Guérman V. Kuznetsov. Com que fou descoberta fa poc, encara no se n'ha avaluat l'estat de conservació.